# Дінгмен Тауншип (округ Пайк, Пенсільванія)
Дінгмен Тауншип (англ. Dingman Township) — селище (англ. township) в США, в окрузі Пайк штату Пенсільванія. Населення — 12 490 осіб (2020).

## Демографія
Згідно з переписом 2010 року, у селищі мешкало 11 926 осіб у 4185 домогосподарствах у складі 3304 родин. Було 5346 помешкань
Расовий склад населення:
| - 91,7 % — білих - 3,4 % — чорних або афроамериканців - 0,8 % — азіатів - 0,3 % — корінних американців - 0,1 % — вихідців з тихоокеанських островів - 1,6 % — осіб інших рас |

До двох чи більше рас належало 2,0 %. Частка іспаномовних становила 8,8 % від усіх жителів.
За віковим діапазоном населення розподілялося таким чином: 26,9 % — особи молодші 18 років, 61,7 % — особи у віці 18—64 років, 11,4 % — особи у віці 65 років та старші. Медіана віку мешканця становила 41,1 року. На 100 осіб жіночої статі у селищі припадало 99,8 чоловіків;  на 100 жінок у віці від 18 років та старших — 98,1 чоловіків також старших 18 років.
Середній дохід на одне домашнє господарство  становив 89 867 доларів США (медіана — 80 958), а середній дохід на одну сім'ю — 96 953 долари (медіана — 90 466). Медіана доходів становила 60 283 долари для чоловіків та 46 136 доларів для жінок. За межею бідності перебувало 4,2 % осіб, у тому числі 1,2 % дітей у віці до 18 років та 5,2 % осіб у віці 65 років та старших.
Цивільне працевлаштоване населення становило 5776 осіб. Основні галузі зайнятості: освіта, охорона здоров'я та соціальна допомога — 16,8 %, мистецтво, розваги та відпочинок — 13,6 %, роздрібна торгівля — 11,9 %, будівництво — 11,2 %.